# Turbo Direct Injection

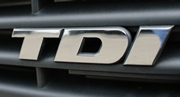
Turbo Direct Injection

TDI (skrót z ang. Turbo Direct Injection; od: ang. turbo – turbodoładowanie, ang. direct – bezpośredni, ang. injection – wtrysk) – turbodoładowane silniki Diesla z wtryskiem bezpośrednim.

## Opis
Są to silniki wyposażone w intercooler, zasilane bezpośrednim wtryskiem do komory spalania, stosowane w samochodach produkowanych przez koncern Volkswagen AG: Volkswagen, Porsche, Audi, Seat, Škoda, Volvo na licencji Volkswagena. Pierwszy silnik 2.5 TDI seryjnie zamontowano w Audi 100 C3 w 1989 roku. Jednostka 2.5 TDI miała 5 cylindrów i jako pierwsza używała dwusprężynowych wtryskiwaczy Bosch. Od wydania tego silnika wszystkie doładowane silniki wysokoprężne z wtryskiem bezpośrednim wyprodukowane przez koncern Volkswagen są opisywane skrótem TDI.
Silniki TDI można podzielić na trzy kategorie ze względu na technologię układu zasilania:
- zasilane pompą rozdzielaczową (najstarsze TDI-VP)
- zasilane pompowtryskiwaczami (TDI-PD)
- zasilane common rail (TDI-CR)[2]

## Afera dieselgate
3 września 2015 roku podczas telekonferencji przedstawicieli EPA, kierownictwa Volkswagena oraz władz Kalifornii przedstawiciele Volkswagena przyznali się do oszustwa podczas przeprowadzania amerykańskich testów emisji spalin. Volkswagen przyznał, że sprawa dotyczy 11 milionów samochodów z silnikiem TDI.